# هيكتور كارمونا
هيكتور كارمونا (بالإسبانية: Héctor Carmona)‏ هو متسابق خماسي حديث تشيلي، ولد في 1925 في سانتياغو في تشيلي، وتوفي في 30 أبريل 1987.

## وصلات خارجية
- هيكتور كارمونا على موقع أوليمبيديا (الإنجليزية)